# Cécile La Grenade
Dame Cécile La Grenade, née le 30 décembre 1952 à La Borie (Grenade, ex-Îles-du-Vent britanniques), est une scientifique, femme d'affaires et femme politique grenadienne, gouverneur général de la Grenade depuis le 7 mai 2013, succédant à Sir Carlyle Glean. Elle est la première femme à occuper ce poste depuis l'indépendance de la Grenade en 1974.

## Biographie
Cécile La Grenade est la troisième des cinq filles d'Allan A. La Grenade, fonctionnaire, et de Sibyl Sylvester, infirmière. Sa grand-mère maternelle, Mary Louise Eva Ollivierre-Sylvester, a été la première femme des Îles-du-Vent britanniques à siéger au conseil législatif de son pays, après avoir été élue en 1952, moins d'un an après l'instauration du suffrage universel.
Cécile La Grenade est une spécialiste de l'alimentation formée aux États-Unis. Elle est titulaire d'un bachelor en chimie de l'Université des Indes occidentales, ainsi que d'un master et d'un doctorat en sciences de l'alimentation de l'Université du Maryland à College Park.

### Autre femme gouverneur
Sa nomination en tant que gouverneur général est annoncée quelques jours après le décès d'Hilda Bynoe, première femme gouverneur de la Grenade (1968-1972), qui était la filleule du grand-père maternel de Cécile La Grenade, le docteur Cyril I. St Bernard Sylvester, enseignant et fonctionnaire.